# William de Braose, 1. Lord of Bramber
William de Braose, 1. Lord of Bramber (auch Guillaume de Briouze; * 1049 in Briouze, Normandie; † 1093/1096) war ein normannischer Adliger, der an der Schlacht von Hastings beteiligt war und Wilhelm den Eroberer bei der Invasion Englands unterstützte. Er ist der Stammvater des Hauses Braose.

## Normannischer Sieg

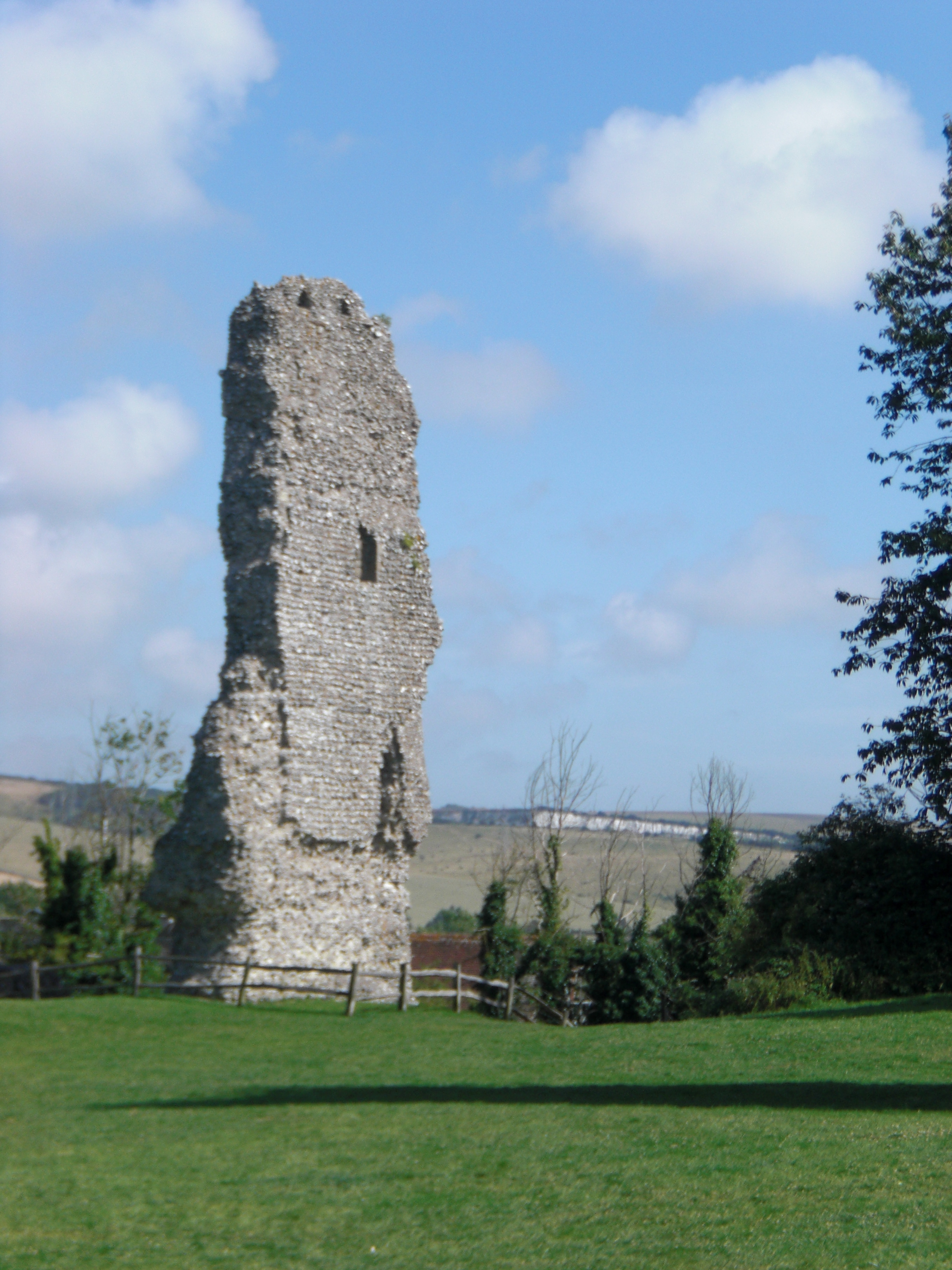
Ruine des Bramber Castle

Nach dem Sieg der Normannen in der Schlacht von Hastings und der damit verbundenen Machtübernahme durch Wilhelm den Eroberer erhielt de Braose im Jahre 1073 als Belohnung für seine Dienste Land in Sussex und später weiteres nahe Wales. In Sussex erbaute er Bramber Castle, eine Erdhügelburg, die zum Schutze des strategisch wichtigen Hafens in Steyning gedacht war. William de Braose entwickelte sich schnell zu einem der einflussreichsten Adligen der frühen normannischen Ära und unterstützte König Wilhelm bei weiteren Kämpfen in England, der Normandie und der französischen Provinz Maine. Als gläubiger Mensch machte de Braose bemerkenswerte Schenkungen an Abteien in Frankreich und England.

## Domesday Streit
Nach der Errichtung des Bramber Castle veranlasste William de Braose den Bau einer Brücke über den Fluss Adur nahe Bramber, an der er Zollgebühren für weiter landeinwärts nach Steyning fahrende Schiffe erhob. Darüber hinaus ordnete er an, die Toten von Bramber nicht mehr wie üblich in Steyning, sondern nahe der neu gebauten Kirche St. Nicholas beim Bramber Castle zu beerdigen. Die für eine Beerdigung fälligen Gebühren strich de Braose selbst ein. Die Mönche erbosten sich über dieses Vorgehen, setzten Dokumente und Schriftstücke auf und riefen schließlich den König zu Hilfe. Im Jahre 1086 eröffnete König Wilhelm ein großes Hofgericht und verhandelte den Fall. Er entschied, dass William de Braose seine Zollgebühren kürzen, Übergriffe auf Ländereien der Mönche unterlassen und Brambers Tote zur Kirche des Heiligen Cuthman zu Steyning umbetten müsse. Das aus dem gleichen Jahr stammende Domesday Book regelte fortan bis ins Detail die Besitzverhältnisse in England.

## Beginn einer normannischen Dynastie
William de Braoses Erbe war sein Sohn Philip. Das genaue Todesdatum William de Braose und die damit verbundene Amtsübernahme durch Philip lässt sich nicht genau bestimmen. Fest steht, dass William im Jahre 1093 noch einer Kirchweihe in der Normandie beiwohnte, sein Sohn aber bereits 1096 als Lord of Bramber auftrat. Seine Nachfahren erwarben bedeutenden Grundbesitz in den Welsh Marches und waren bis 1326, als die Hauptlinie der Familie im Mannesstamm ausstarb, Lords of Bramber.